# Rage Valley
Rage Valley je druhé EP australského electro houseového dua Knife Party. Bylo vydáno 27. května 2012 na Beatportu  a 3. června 2012 na iTunes.
Hudební klip k singlu Centipede byl vydán 8. července 2012.
Singl Bonfire byl použit ve čtvrtém dílu páté série seriálu Perníkový táta.

## Seznam skladeb
| Pořadí         | Název                       | Délka |
| -------------- | --------------------------- | ----- |
| 1.             | Rage Valley                 | 4:59  |
| 2.             | Centipede                   | 4:06  |
| 3.             | Bonfire                     | 4:32  |
| 4.             | Sleaze (featuring MistaJam) | 4:33  |
| Celková délka: | Celková délka:              | 18:10 |